# Хатежино (Минский район)
Хатежино (бел. Хаце́жына) — агрогородок, расположен в Минском районе, Минской области Беларуси. Является Административным центром Хатежинского сельсовета.

## География
Расположен примерно 5 км к западу от Минска. Рядом с агрогородком пролегает трасса М6, E28.
Ближайшие населённые пункты Головки, Новая Вёска, Таборы и др.

## История
Название деревни Хатежино происходит от фамилии Хатежин. Впервые упоминается в архивных материалах в 1800 году, как собственность ротмистра И. Наборовского (10 дворов, 61 житель).
В 1917 году образован колхоз «Коминтерн», в деревне был 31 двор и 195 жителей.
12 июля 1956 года обрзован колхоз имени Ленина, путём объединения колхозов «Коминтерн» и «Ударник», который в 1957 году переименован в совхоз имени Ульянова с центром в Хатежино.
В 2011 году деревня Хатежино преобразована в агрогородок.

## Население

### Численность
- 2024 год — 3 394 жителей

### Динамика
- 1908 год — 195 жителей, 26 дворов[4]
- 1999 год — 922 жителей (перепись населения)
- 2009 год — 1 019 жителей (перепись населения)[4]
- 2024 год — 3 394 жителей[5]

## Достопримечательность
- Братская могила[6]
- Обелиск на братской могиле воинов.
- Храмовый комплекс: Свято-Троицкая церковь, вход в неё — притвор, звонница и приходской дом.

## Галерея

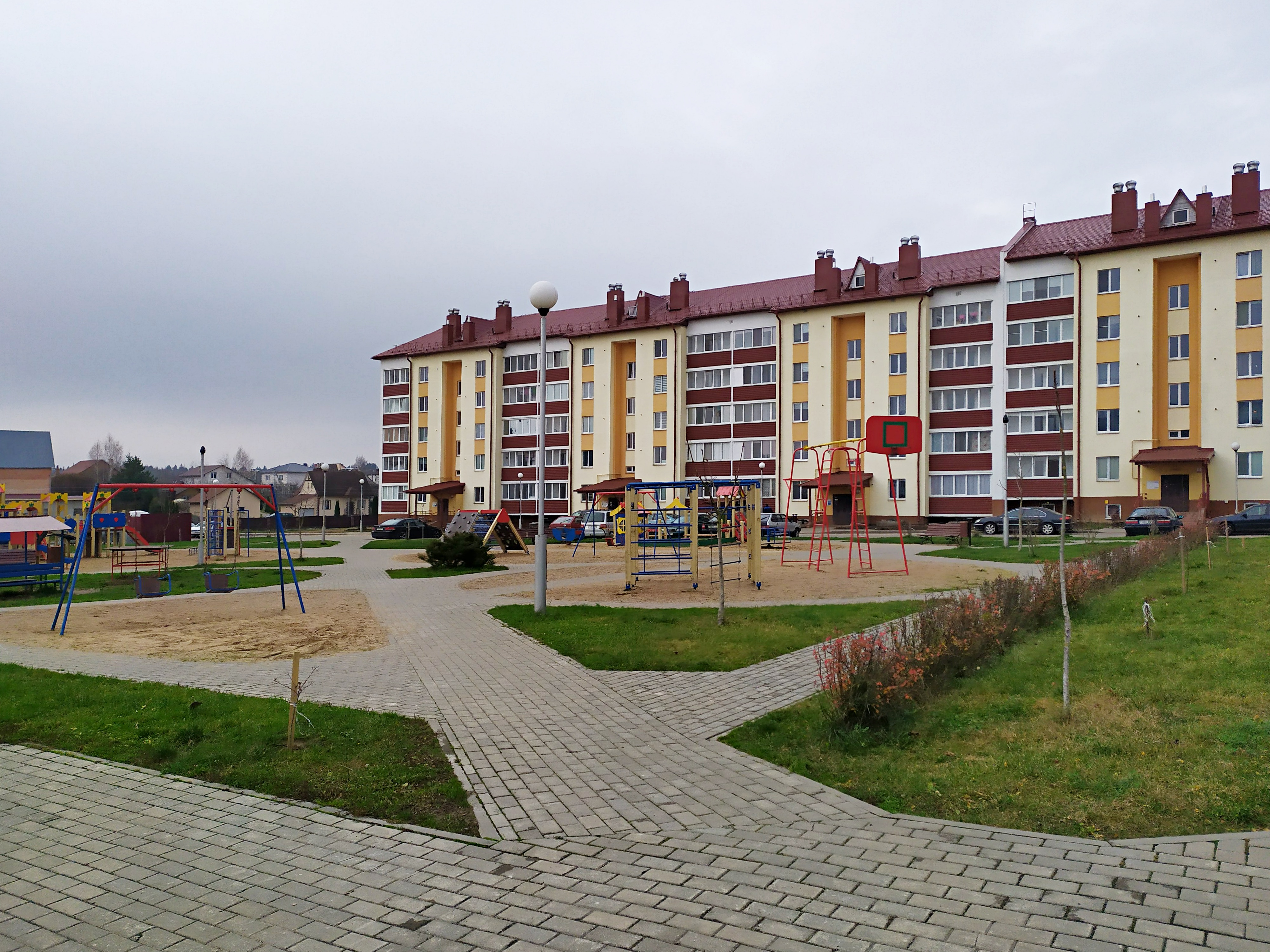
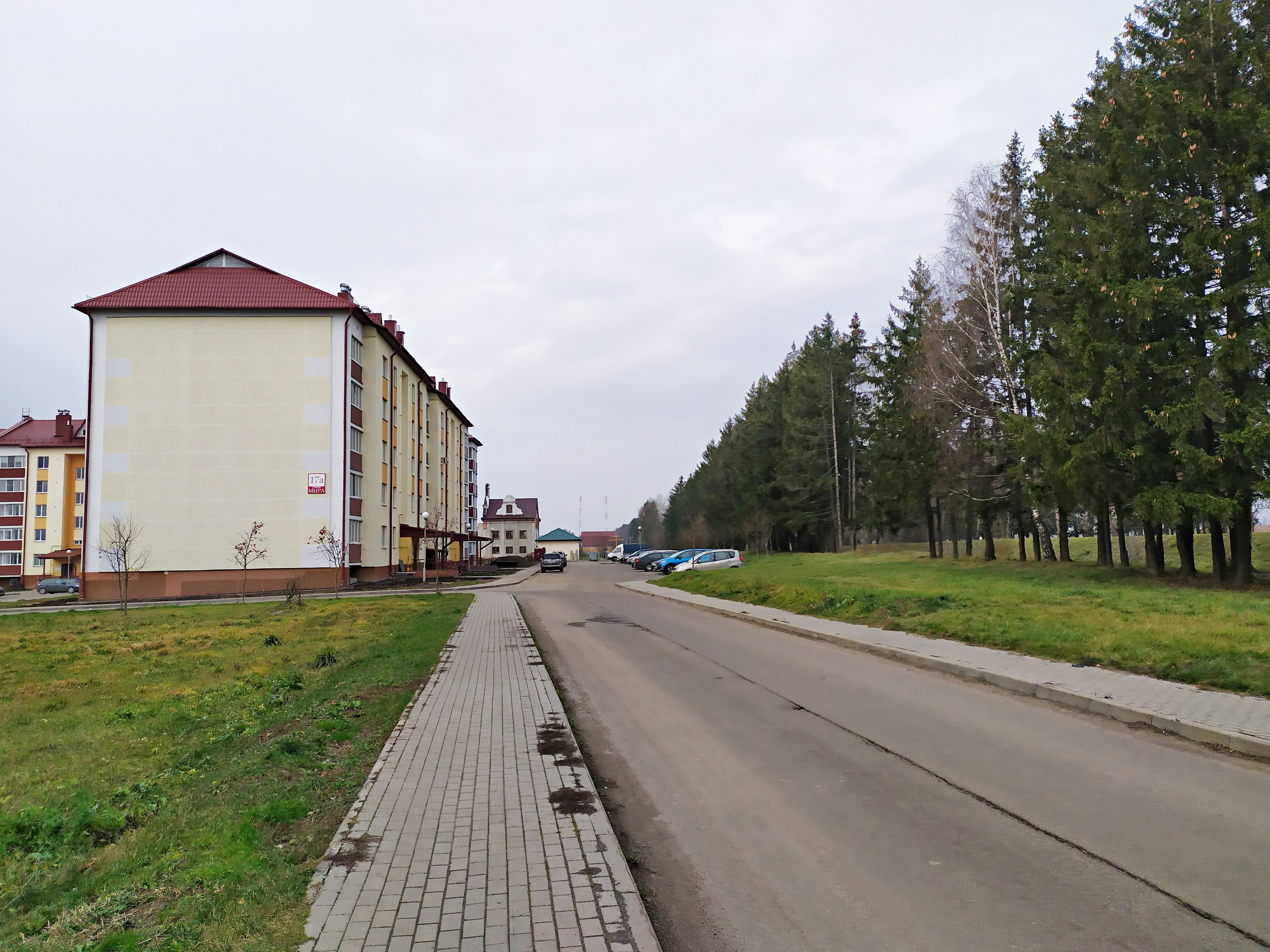
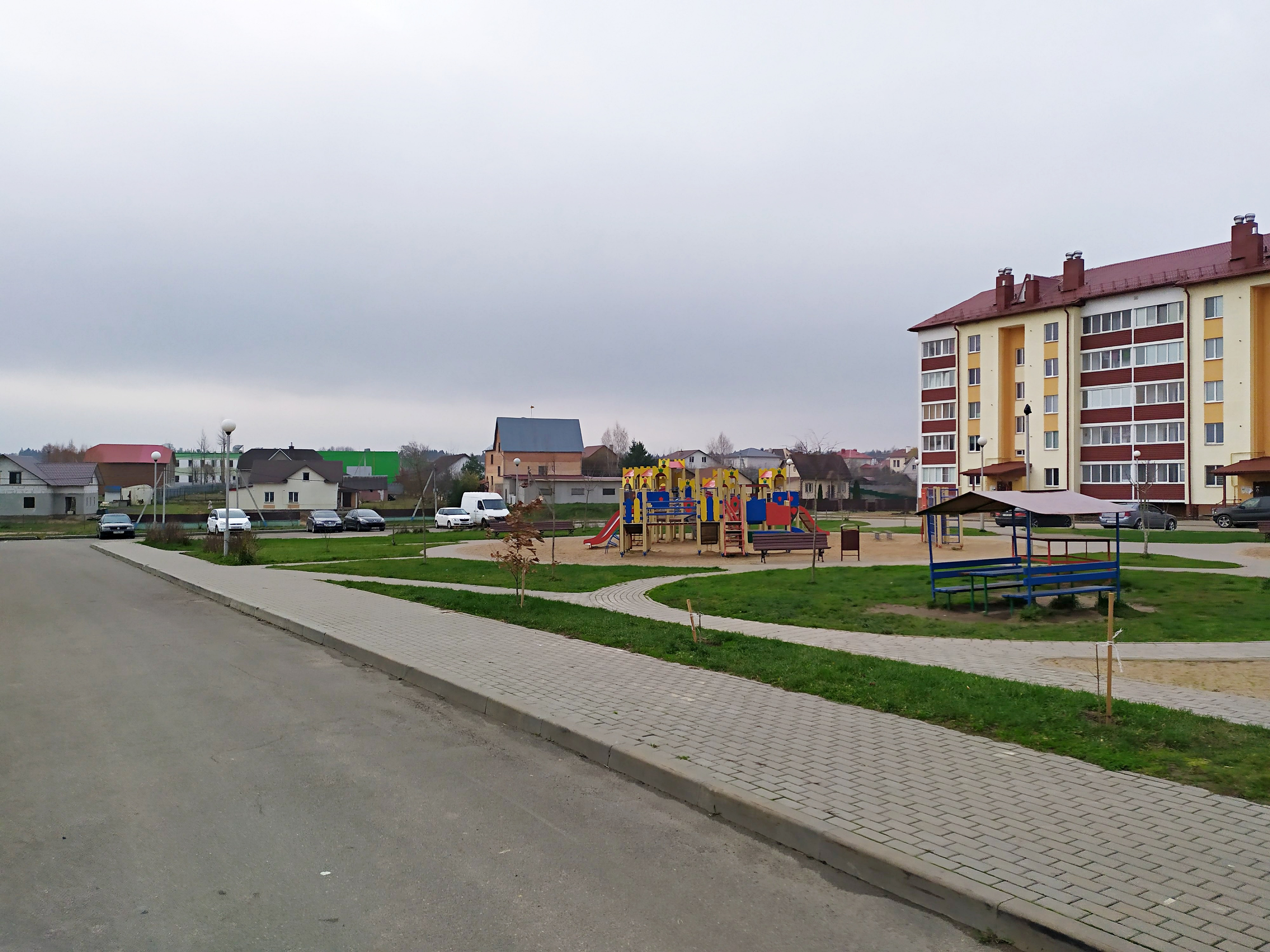
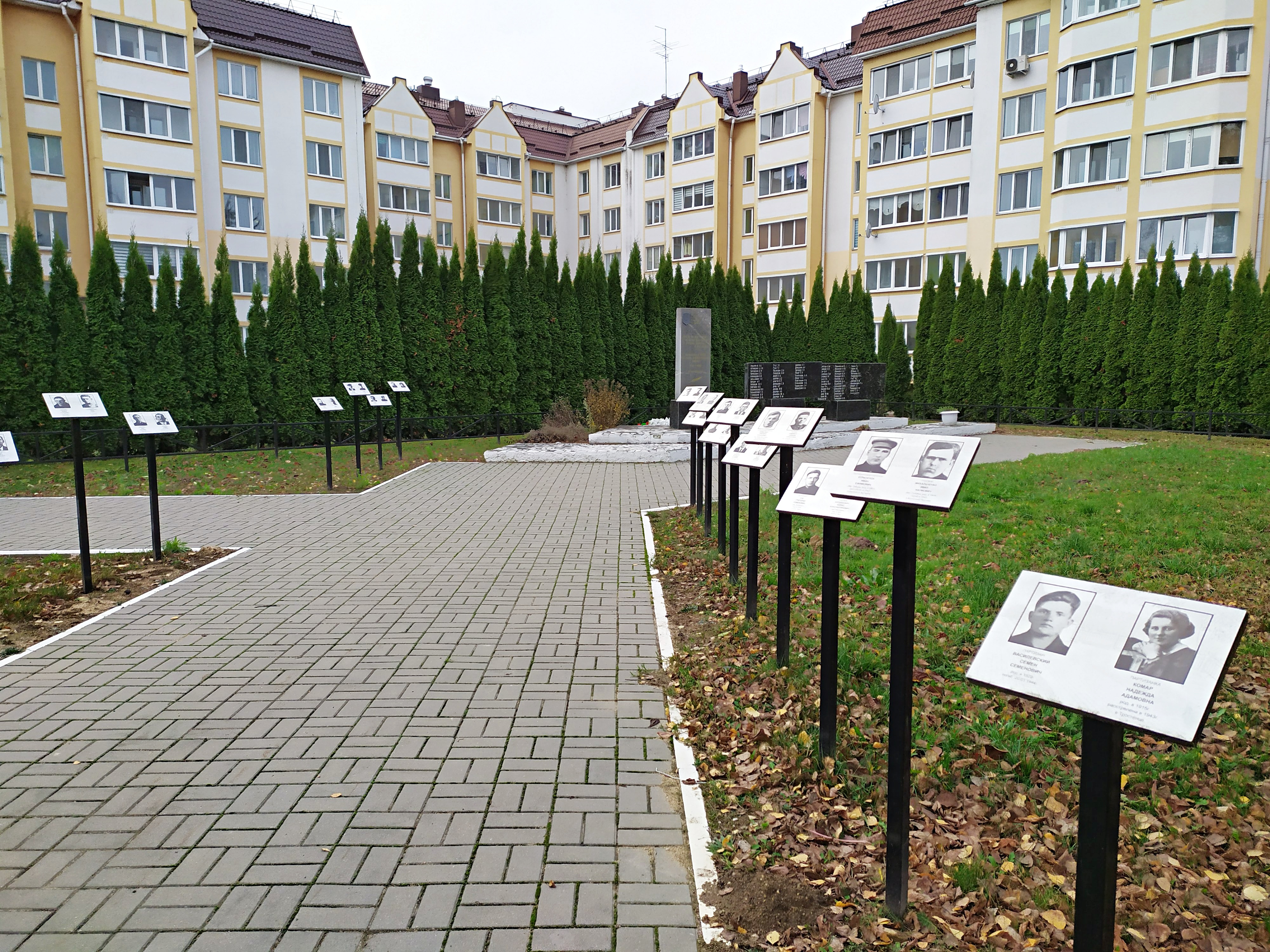
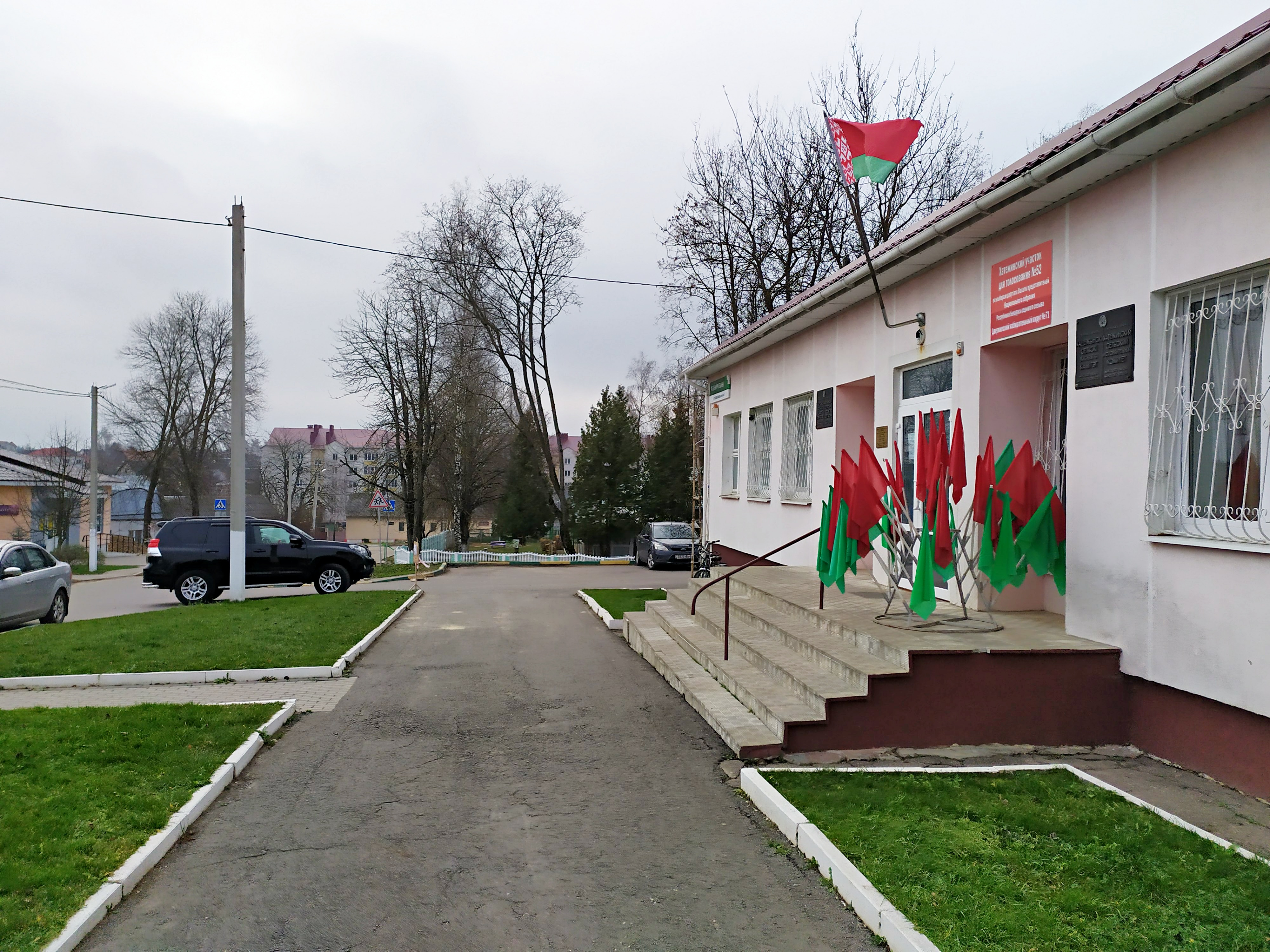
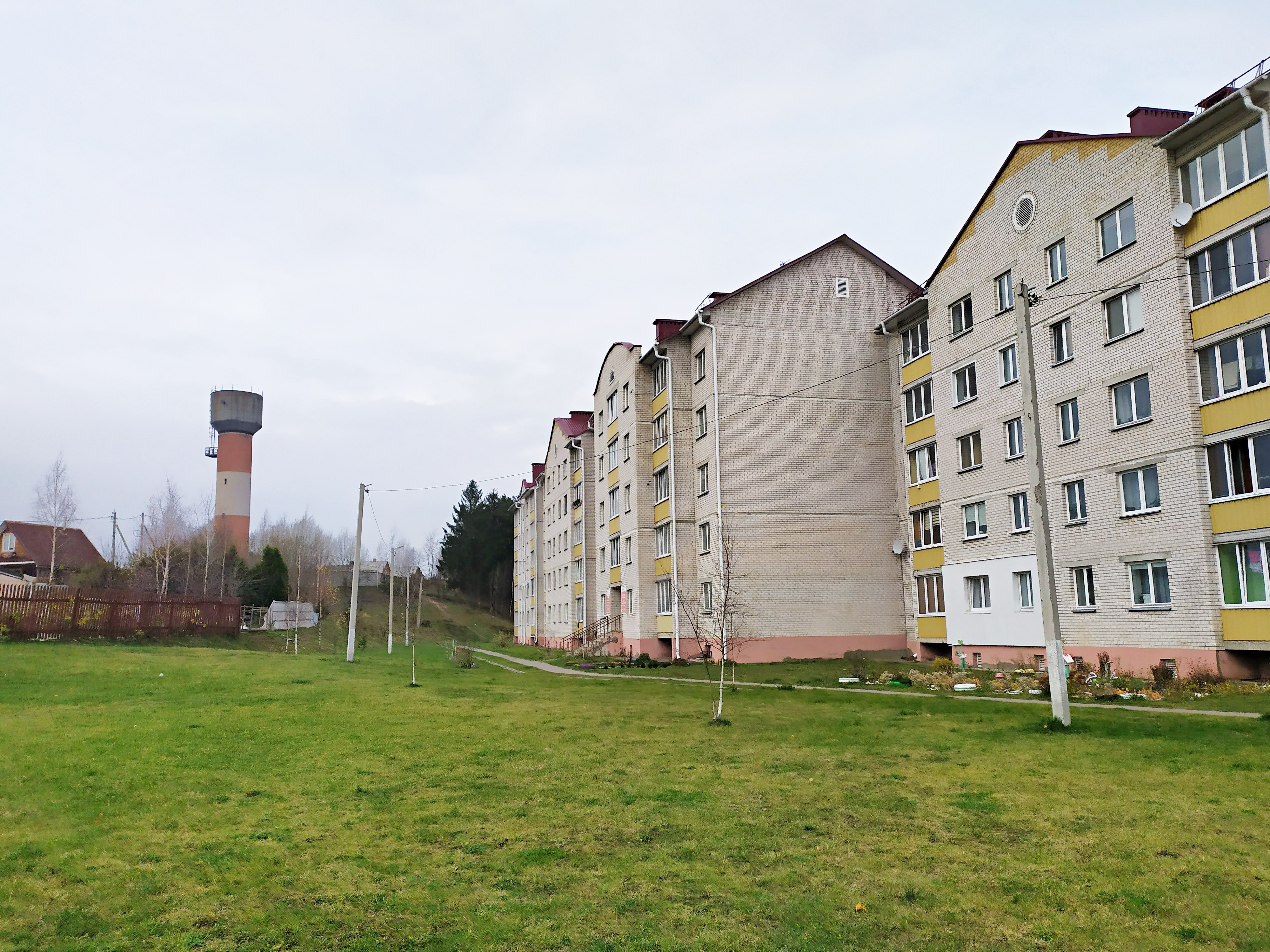